# Cao Cao

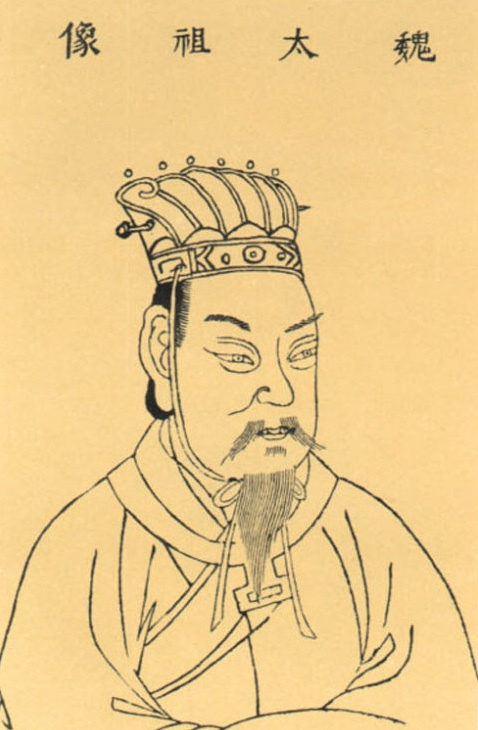
Porträt des Cao Cao, Blockdruck um 1607, Ming-Dynastie

Cáo Cāo (chinesisch 曹操, Pinyin Cáo Cāo, IPA (hochchinesisch) [ʦʰɑo̯˧˥ ʦʰɑo˥], W.-G. Ts'ao Ts'ao, Jyutping Cou4 Cou1, Großjährigkeitsname (Zi) Mèngdé 孟德, IPA (hochchinesisch) [mʌŋ˥˩ tɤ˧˥], * 155; † 15. März 220 in Luoyang) war ein chinesischer General, Stratege, Politiker, Dichter und Kriegsherr während der späten Han-Dynastie. Er errang die Herrschaft über ganz China nördlich des Jangtsekiang, übte großen Einfluss auf den Kaiser aus und legte den Grundstein für die Wei-Dynastie, die nach seinem Tod von seinem Sohn Cao Pi begründet wurde. Von diesem wurde er mit dem postumen Titel Kaiser Wu von Wei (魏武帝) und dem Tempelnamen Taizu (太祖) geehrt.
Cao Cao wird in der Überlieferung als grausamer und gnadenloser Despot, aber auch als gewissenhafter Herrscher und militärisches Genie dargestellt. Immerhin gelang es ihm, viele seiner Widersacher auszuschalten: im Jahre 194 n. Chr. den Provinzgouverneur Tao Qian, 197 den Stadtkommandanten Zhang Xiu, 198 den Kriegsherrn Lü Bu, 200 (Schlacht von Guandu) bis 202 den Kriegsherrn Yuan Shao und 205 dessen Söhne. Erst die Schlacht von Chibi machte seinem Eroberungszug ein Ende und zementierte die Teilung Chinas (Zeit der Drei Reiche), die mehr als fünfzig Jahre dauerte. Auch innenpolitisch gab es niemanden, der seine Position gefährdete. Den Beamten Kong Rong etwa, der ihm seit 196 diente und versuchte, Cao Cao zu verdrängen, ließ er 208 hinrichten.
Cao Cao galt als talentierter Dichter und verfasste auch Schriften über Kampfkunst und Kriegshandwerk.

## Leben

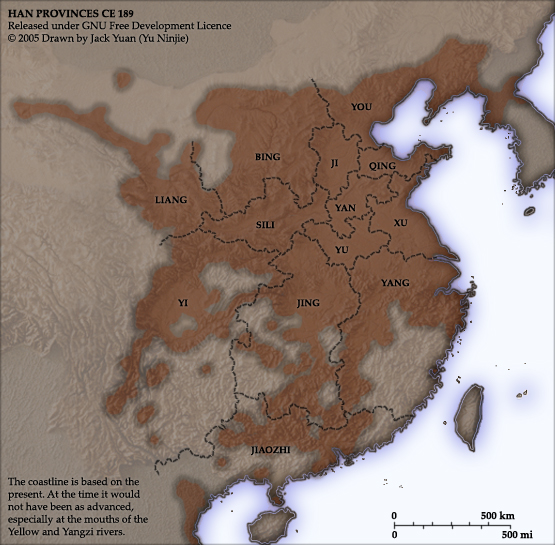
Machtbereich der Han-Dynastie beim Tod Kaiser Lings (189 n. Chr.).

### Frühe Laufbahn
Cao Cao wurde im Bezirk Qiao (譙, heutiges Yongcheng, Henan) unter der Herrschaft von Kaiser Huan von Han geboren. Sein Vater Cao Song war der Adoptivsohn des Eunuchen Cao Teng, der die Gunst des Kaisers genoss. Die Biografie von Cao Man (ein Teil der Chroniken der Drei Reiche) berichtet, dass der Name seines Vaters ursprünglich Xiahou gelautet habe. Cao Cao führte seine Abstammung auf Cao Shen, einen Gefolgsmann des ersten Han-Kaisers, Han Gaozu, zurück. 2012 untersuchten Wissenschaftler die Chromosomen von Nachkommen der beiden und stellten Unterschiede fest, die beweisen, dass keine Verwandtschaft zwischen Cao Shen und Cao Cao bestand. Zahlreiche Überlieferungen aus Cao Caos Kindheit handeln von seinen Ambitionen, seinen Fähigkeiten und seiner Freundschaft mit Yuan Shao. Bis auf das Letztere ist jedoch wenig davon historisch haltbar.
Im Alter von zwanzig Jahren wurde Cao Cao zum Bezirkshauptmann der Hauptstadt Luoyang ernannt. Seine strenge Amtsführung machte auch vor angesehenen Persönlichkeiten nicht halt. Die Eunuchenfraktion um Kaiser Ling war besorgt darum, und ihr Vorsteher Jian Shuo suchte nach einer Möglichkeit, Cao Cao bequem loszuwerden: Als dieser den Onkel des Eunuchen nach der Sperrstunde auf der Straße gefasst und zur Strafe ausgepeitscht hatte, nahm Jian Shuo den Vorfall zum Anlass, Cao Cao auf einen Posten außerhalb der Hauptstadtregion zu befördern.
Als im Jahr 184 der Aufstand der Gelben Turbane ausbrach, wurde Cao Cao in die Hauptstadt zurückberufen und zum Hauptmann der Kavallerie (騎都尉) befördert. Er erhielt den Auftrag, die Unruhen in Yingchuan niederzuwerfen. Sein dortiger Erfolg brachte ihm den Posten des Gouverneurs der Dong-Kommandantur ein.

### Allianz gegen Dong Zhuo
Nach dem Tod Kaiser Lings im Sommer 189 kam es zu offenen Kämpfen zwischen der Eunuchenfraktion (deren mächtigste Verbündete die Kaiserinmutter Dong war, Kaiser Lings Mutter) und der Partei der Kaiserinwitwe He, deren Bruder He Jin Oberkommandierender der kaiserlichen Armee war. Er verschwor sich mit seinem Vertrauten Yuan Shao gegen die Eunuchen und bestellte den verdienten General Dong Zhuo in die Hauptstadt, um Druck auf die Kaiserinmutter auszuüben.
Bevor Dong Zhuo jedoch anlangte, hatten die Eunuchen He Jin ermordet und waren mit den Thronfolgern Liu Bian und Liu Xie entkommen. Am Jangtsekiang endete ihre Flucht, als die kampferprobten Truppen Dong Zhuos sie eingeholt hatten. Die Eunuchen stürzten sich in den Fluss, und Dong Zhuo kehrte mit den Thronfolgern zurück in die Hauptstadt, wo er sich zum Vormund des Kaisers Liu Bian aufschwang.
Seit dem Aufstand der Gelben Turbane hatten die Provinzgouverneure und kaiserlichen Generäle große Befugnisse erhalten, die sie mehr oder minder autonom von der Zentralregierung in Luoyang (später von Dong Zhuo nach Chang’an verlegt) gemacht hatten. Dong Zhuo, der nun den Kaiser kontrollierte, erhob Anspruch auf die Herrschaft über ganz China. Aber nicht nur, dass sich die Gouverneure weigerten, ihre Macht preiszugeben, auch in dem von Dong Zhuo kontrollierten Gebiet war die Stimmung in der Bevölkerung und unter den Hofbeamten gegen ihn.
Nachdem Dong Zhuo im Jahr 189 den jungen Kaiser Liu Bian zugunsten des jüngeren Liu Xie (Kaiser Xian) abgesetzt und im folgenden Jahr ermordet hatte, entschied sich Yuan Shao zum offenen Krieg gegen den Usurpator. Er konnte viele regionale Kriegsherren auf seine Seite bringen. Unter diesen war auch Cao Cao, der seinem Vorgesetzten Zhang Miao folgte, dem Statthalter von Chenliu. Während des Bürgerkriegs wurde die Hauptstadt Luoyang verwüstet, und Dong Zhuo zog mit der Regierung nach Chang’an um. Dort fand der Usurpator im Jahr 192 sein Ende.

### Aufstieg zum Kriegsherren

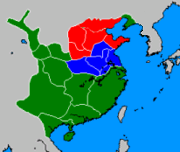
Machtbereich von Yuan Shao (rot) und Cao Cao (blau) am Vorabend der Schlacht von Guandu.

Nach einigen Feldzügen gegen Dong Zhuos versprengte Truppenteile hatte Cao Cao den Kernbereich seines Territoriums erkämpft. Seine Vettern Cao Hong und Cao Ren sowie die Generäle Xiahou Dun, Xiahou Yuan, Yu Jin und Yue Jin dienten ihm als Unterfeldherrn. Im Jahr 193 griff Cao Cao mit seiner Streitmacht die Provinz Yanzhou an, die vom Gouverneur Tao Qian regiert wurde. Der alte Gouverneur konnte der Invasion nicht standhalten, und seine Generäle Zhang Liao und Chen Gong übergaben die Provinz eigenmächtig dem benachbarten Warlord Lü Bu.
Also wandte sich Cao Cao gegen Lü Bu. Der berüchtigte Feldherr und Krieger hatte sich nach der Ermordung seines Adoptivvaters Dong Zhuo am Jangtsekiang niedergelassen. Cao Cao ließ sich nicht die Initiative stehlen und griff Lü Bu in dessen Hauptstadt Puyang an. Nach hundert Tagen der Belagerung zwang der Hunger Lü Bu, seine Stellung aufzugeben. Er floh nach Xiapi, wo er den Gouverneur Liu Bei vertrieb und sich mit dem Kriegsherrn Yuan Shu verständigte. Später brach diese Allianz, und Lü Bu suchte die Nähe von Cao Cao. Der jedoch war damit beschäftigt, seine Herrschaft ideologisch zu untermauern, indem er den Kaiser bei sich aufnahm.
Der junge Kaiser Xian war seit Dong Zhuos Tod in der Gewalt von dessen Nachfolgern, den Generälen Li Jue und Guo Si. Sie zermürbten sich gegenseitig in Machtkämpfen und mussten im Jahr 195 zulassen, dass der Kaiser mit seinem Gefolge Chang’an verließ und sich ins zerstörte Luoyang aufmachte. Dort angelangt hatten der Kaiser und sein Gefolge keinen Proviant und waren feindlichen Übergriffen wehrlos ausgesetzt. Als Cao Cao davon erfuhr, machte er sich nach Luoyang auf und gewann das Vertrauen der kaiserlichen Generäle Dong Cheng und Yang Feng. Er verständigte sich mit ihnen, den Kaiser gemeinsam zu lenken. Nachdem sie aber Cao Caos Hauptquartier in Xuchang erreicht hatten, verlieh er ihnen mindere Ehrentitel und verdrängte sie. Yang Feng war unzufrieden und erhob sich gegen Cao Cao, wurde jedoch geschlagen und musste dann aber zu Yuan Shu fliehen; sein Unterfeldherr Xu Huang schloss sich Cao Cao an. Dong Cheng zog sich daraufhin zurück und ließ Cao Cao freie Hand. Dieser gab fortan Edikte im Namen des Kaisers Xian heraus.

### Vereinigung des Nordens

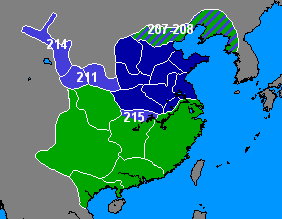
Cao Caos Eroberungen nach der Schlacht von Guandu.

Im Jahr 197 hatte sich Cao Cao einen kleineren Kriegsherren des Südens dienstbar gemacht, Zhang Xiu. Als Cao Cao ihn im Wan-Schloss besuchte, nahm er die verwitwete Schwägerin seines Gastgebers zur Konkubine. Zhang Xiu war verärgert und rief zu den Waffen, um Cao Cao zu töten. Dessen Sohn Cao Ang, sein Neffe Cao Anmin und sein Leibwächter Dian Wei fanden in den Kämpfen den Tod, Cao Cao konnte entkommen. Später unterwarf sich Zhang Xiu endgültig und sicherte Cao Cao damit die Stadt Wancheng, die den wichtigsten Pass nach Süden (Sichuan) bewachte.
Lü Bu verlor im Jahr 198 gegen Cao Cao und wurde hingerichtet, sein General Zhang Liao lief zu Cao Cao über. Nun gab es im nördlichen China (nördlich des Jangtsekiang) nur noch zwei große Machtfaktoren: Cao Cao und Yuan Shao, der seit dem Jahr 191 an Han Fus Stelle Gouverneur von Jizhou war und im Jahr 199 seinen Rivalen Gongsun Zan vernichtend geschlagen hatte. Er kontrollierte ein wohlhabendes und bevölkerungsreiches Gebiet und verfügte über fähige Generäle und Berater. Spätestens seit Cao Cao den Kaiser kontrollierte, waren die beiden Rivalen. Auch Yuan Shao hatte im Jahr 195 geplant, den Kaiser in sein Hauptquartier Ye zu führen; auf Anraten seines Beraters Chunyu Qiong hatte er jedoch davon Abstand genommen und eine einmalige Gelegenheit verpasst, seine Herrschaft im nördlichen China zu legitimieren.
Um Cao Cao zu schlagen, der über gute Generäle und Berater und schlagkräftige Truppen verfügte, schloss Yuan Shao ein Bündnis mit den benachbarten Wuhuan-Stämmen. Dann rückte er mit seinen Truppen auf den Gelben Fluss vor, um Cao Cao bei Liyang (heute Großgemeinde im Kreis Xun) zu begegnen. Nach einigen kleinen Gefechten kam es im Frühjahr 200 zur Schlacht von Guandu, in der Yuan Shao trotz seiner Übermacht von Cao Cao geschlagen wurde. Sein General Zhang He lief zu Cao Cao über, und Yuan Shao floh über den Gelben Fluss. Nach einer weiteren Niederlage bei Cangting im Jahr 202 starb dieser und hinterließ die Überreste seines Reichs und seiner Armee seinem ältesten Sohn Yuan Tan. Dieser stritt jedoch mit seinem jüngsten Bruder Yuan Shang um das Erbe. Cao Cao nutzte den Streit der beiden und schlug Yuan Tan im Jahr 205, während Yuan Shang in den nördlichen Teil der koreanischen Halbinsel zu dem Kriegsherrn Gongsun Kang floh. Dieser verständigte sich mit Cao Cao, ermordete den Flüchtling im Jahr 207 und unterwarf sich nominell der Oberherrschaft von Cao Cao.
Am 9. Juni 208 ließ sich Cao Cao vom Kaiser zum Kanzler ernennen. Dieser Posten war der höchste am Hof nach dem Kaiser selbst und war zuletzt vom Usurpator Dong Zhuo angenommen worden. Auch das war das erste Mal seit dem Zusammenbruch der Westlichen Han-Dynastie gewesen, dass ein Kanzler ernannt wurde.
Um die nordwestlich gelegene Provinz Liangzhou war zu Beginn des 3. Jahrhunderts ein Streit entstanden. Die vormals verbündeten Kriegsherren Ma Teng und Han Sui kämpften erbittert um die Vorherrschaft. Es gelang Cao Cao, sie zu versöhnen und zu unterwerfen. Er bestellte Ma Teng als Statthalter nach Ye, während er Han Sui und Ma Tengs Sohn Ma Chao als Statthalter in Liangzhou einsetzte.

### Schlacht von Chibi und weitere Feldzüge

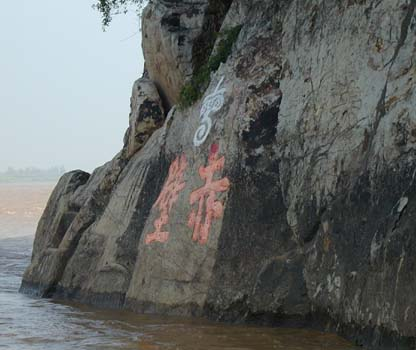
Der Rote Felsen (Chibi) im Jangtsekiang.

Cao Cao hatte seine Herrschaft im nördlichen China gefestigt und traf nun Vorbereitungen, auch die restlichen Gebiete des Han-Reiches zu unterwerfen. Im Jahr 207 waren folgende Kriegsherren im südlichen China übrig geblieben:
- Zhang Lu, ein kleinerer Kriegsherr, kontrollierte die strategisch wichtige Stadt Hanzhong.
- Liu Zhang, der Gouverneur der Yi-Provinz, herrschte über einen großen Teil des heutigen Sichuan.
- Liu Biao, der Gouverneur der Jing-Provinz, hatte während des Bürgerkriegs seine Provinz autonom regiert, jedoch keinen Versuch gemacht, seinen Machtbereich auszudehnen. Dadurch war er ein leichtes Ziel für Cao Cao, der ihn 207 schlug.
- Sun Quan war seinem älteren Bruder Sun Ce nach dessen Tod als Kriegsherr im südöstlichen China nachgefolgt und kontrollierte die heutigen Provinzen Anhui, Jiangxi und Zhejiang. Er war der mächtigste der vier Warlords.

Cao Cao vertrieb die letzten Versprengten seiner besiegten Rivalen aus dem Norden, auch Liu Bei, der Yuan Shao gedient hatte. Der General erlitt eine Niederlage gegen Cao Cao in der Schlacht von Changban (Sommer 208), konnte aber durch die Hilfe seiner Verbündeten Zhang Fei und Zhao Yun nach Süden entkommen. Dort suchte er ein Bündnis mit Sun Quan, der sich auf Cao Caos Angriff vorbereitete. Genaue Angaben über Cao Caos Truppen schwanken; es werden etwa 220.000 angenommen, gegen die etwa 50.000 Mann auf Seiten Sun Quans und Liu Beis antraten.
Die drei Heerlager lagen an den gegenüberliegenden Ufern des Jangtsekiang, an einem Ort, der als Chibi (Roter Felsen) bekannt ist. Cao Caos Übermacht lagerte am nördlichen Flussufer, Liu Beis Armee und Sun Quans Marine am südlichen. Da Cao Caos Soldaten nicht an den Kampf auf dem Wasser gewöhnt waren, anders als Sun Quans Soldaten, suchte Cao Cao diesen Nachteil auszugleichen. Er nahm den Rat eines vermeintlichen Überläufers aus Liu Beis Lager, Pang Tong, an, seine Schiffe zu vertäuen. So sollte das Schaukeln auf der Überfahrt gelindert werden. Cao Caos Flotte wurde durch diese Maßnahme aber auch manövrierunfähig, so dass Sun Quans General Huang Gai sie unter Ausnutzung des Südwindes in Brand setzen und vollständig niederbrennen konnte. Mit dieser List wurde Cao Caos Übermacht in der Schlacht von Chibi aufgerieben und ihm eine empfindliche Niederlage beigebracht. Damit war die Zweiteilung Chinas für die nächsten Jahrzehnte besiegelt. Sun Quan gewährte Liu Bei die Provinz Jingzhou, damit dieser von dort aus eine Machtbasis erobern konnte.
Nach diesem Rückschlag konzentrierte sich Cao Cao auf Feldzüge zur Sicherung seines Reiches im Norden. Dort hatten die Statthalter Han Sui und Ma Chao im Jahr 211 einen Aufstand gewagt und seine Oberherrschaft abgeschüttelt. Cao Cao ließ Ma Teng, den Vater Ma Chaos, in Ye hinrichten und begann einen großen Feldzug, um die Aufrührer zu unterwerfen, denen sich die Qiang-Stämme angeschlossen hatten. Von März bis September 211 konnte Ma Chao Cao Caos Truppen hinhalten, bis er die Schlacht am Tong-Tor verlor und zu Zhang Lu floh, dem Statthalter von Hanzhong.

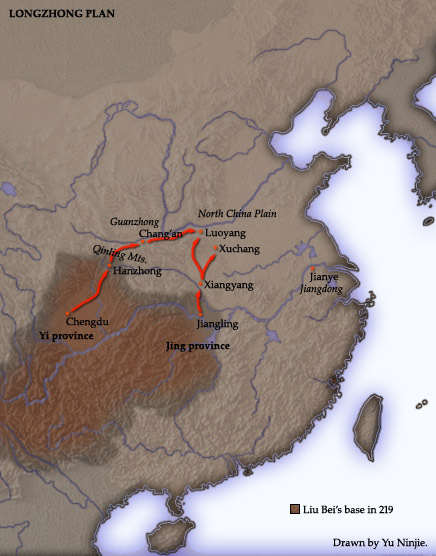
Liu Beis Aufmarschbasis im Jahr 219. Sein Stratege Zhuge Liang plante einen zweigliedrigen Angriff (rot) auf Cao Caos Territorium.

Noch vier Jahre lang kämpfte Cao Caos General Xiahou Yuan gegen Han Sui, ehe er ihn geschlagen und den Aufstand beendet hatte. Im Jahr 215, nach der endgültigen Befriedung von Liangzhou, unternahm Cao Cao einen Angriff auf Hanzhong. Zhang Lu leistete kaum Widerstand und unterwarf sich Cao Cao nach einigen Wochen. Ma Chao floh nach Süden, um sich Liu Bei anzuschließen.
Im Jahr 217 wehrte Cao Caos General Zhang Liao eine Invasion Sun Quans bei der Stadt Hefei ab. Den Chroniken der Drei Reiche zufolge verfügte Zhang Liao nur über 30.000 Mann, die 100.000 auf Sun Quans Seite gegenüberstanden. Der Sieg brachte dem General darum großen Ruhm ein. Im selben Jahr wurde Hanzhong von Liu Bei angegriffen. Er konnte jedoch nicht durchbrechen, weil Xiahou Yuan ihn am Yangping-Pass aufhielt. Erst im Jahr 219 nach seinem Sieg in der Schlacht am Berg Dingjun gelang Liu Bei die Übernahme von Hanzhong. Xiahou Yuan fiel in der Schlacht.
Cao Cao war damit im Südwesten seines Reiches verwundbar geworden und suchte ein Bündnis mit Sun Quan, der die Jingzhou-Provinz von Liu Bei zurückforderte. Dort war der berühmte General Guan Yu als Statthalter eingesetzt, der in Fancheng sein Quartier hatte. Die Armeen von Cao Cao und Sun Quan führten zwei abgestimmte Angriffe auf das Hauptquartier aus, und in der Doppelschlacht von Fancheng verlor zunächst Cao Cao gegen Guan Yu, der dann aber von Sun Quans General Lü Meng geschlagen und hingerichtet wurde. Liu Beis Verlust der Jingzhou-Provinz und sein Bruch mit Sun Quan gab Cao Cao wieder Sicherheit nach außen.

### Innenpolitik
Cao Caos innenpolitische Maßnahmen waren von der langfristigen strategischen Überlegungen geprägt: Um sein Territorium halten und möglicherweise vergrößern zu können, brauchte er eine zahlreiche und wehrfähige Bevölkerung, um schlagkräftige Truppen ausheben zu können. Unter dem Eindruck einer Hungersnot im Jahre 194 führte er Agrarreformen in seinem Machtbereich durch. Die Kleinbauern und Pächter, die während des Bürgerkriegs aus ihrer Heimat geflohen waren, siedelte er zwangsweise in neugeschaffenen Wehrbauern-Kolonien an. Ihre Aufgabe war die Landesverteidigung, und eventuelle Überschüsse der Produktion waren abzuliefern.
Um die Verwaltung seines Reiches zu optimieren, nahm Cao Cao auch Reformen des Beamtensystems in Angriff. Es gelang ihm jedoch nicht, die Stellungen der wichtigen Beamten so weit zu begrenzen, dass eine Machtübernahme ausgeschlossen blieb. So sollte auch sein Enkel Cao Rui der letzte Kaiser der Wei-Dynastie sein, der selbst regierte und nicht von Beamten und Würdenträgern gelenkt wurde.
Cao Caos Religionspolitik war tolerant. So duldete er neben der Staatsreligion, dem Konfuzianismus, auch die verstreuten buddhistischen Gemeinden, die auf den Han-Prinzen Liu Ying zurückgingen, und die daoistische Himmelsmeister-Bewegung aus Hanzhong, die sich in den folgenden Jahrhunderten zu einer der wichtigsten daoistischen Strömungen entwickelte.

### Vorbereitung der Machtübernahme
Cao Caos Kontrolle über den Kaiser war vollständig. Er ließ sich 213 zum Gong von Wei (魏公,  wèi gōng – „etwa: Herzog von Wei“) ernennen und die Neun Ehrenzeichen verleihen, ein Zeichen der bevorstehenden Übernahme des Throns. Er bestrafte Attentäter und deren Angehörige gnadenlos, manchmal auch zu Unrecht. So richtete er im Jahr 200 mit den Verschwörern Dong Cheng, Zhong Ji und Wang Ju auch ihre Familien hin, inklusive der kaiserlichen Konkubine Dong. Als Kaiserin Fu Shou sich in einem Brief an ihren Vater über Cao Caos Grausamkeit beklagte und Cao Cao davon erfuhr, ließ er die Kaiserin absetzen und mitsamt ihren zwei Söhnen hinrichten. Im nächsten Jahr zwang er den Kaiser, seine Konkubine Cao Jie (eine Tochter Cao Caos) zur Kaiserin zu erheben.
Zeitlebens wagte Cao Cao es nicht, den Kaiserthron zu usurpieren. Er knüpfte aber an kaiserliche Privilegien an, indem ihm im Jahr 216 der Titel Wang von Wei (魏王,  wèi wáng – „etwa: Fürst/Prinz von Wei“) durch den Kaiser verliehen wurde. Da der Titel erblich war, hatte er auch den Status seiner Familie als führende Kraft im Reich etabliert. Er starb am 15. März 220 in der Hauptstadt Luoyang, die er nach seinem Sieg über Yuan Shao wieder aufgebaut und befestigt hatte. Sein Sohn Cao Pi erbte Posten und Titel und zwang den Kaiser noch im selben Jahr, zu seinen Gunsten abzudanken. Damit war er der erste Kaiser der Wei-Dynastie.

## Grabmal
Ende Dezember 2009 wurde bekannt, dass in dem Dorf Gaoxixue im Kreis Anyang in der Provinz Henan nahe der alten Wei-Hauptstadt Anyang eine 740 Quadratmeter große Untergrund-Grabstätte entdeckt wurde, bei der es sich einer Inschrift auf einer Steintafel zufolge, um das Grab des „Königs Wu von Wei“ handelt, wie der offizielle Titel Cao Caos lautete. Das Grab, das durch einen 20 Meter tiefen und 40 Meter langen Tunnel zu erreichen ist –  laut dem Ausgrabungsleiter Pan Weibin „ein komplizierter Bau"“  – beherbergt neben hunderten von archäologischen Funden auch die Überreste von drei Leichen – die eines ca. 60 Jahre alten Mannes und die von zwei Frauen im Alter von ca. 50 Jahren und zwischen 20 und 25 Jahren. Nach den beigefügten Inschriften auf Steintafeln, in denen vom „König (Wang) Wu von Wei“ (魏武帝) die Rede ist, handelt es sich bei dem Mann um Cao Cao. Bei den weiblichen Leichen soll es sich um die Ehefrau und die Konkubine von Cao Cao handeln. Historischen Berichten zufolge, soll die Ehefrau Cao Caos im Alter von 70 bis 80 Jahren verstorben sein, was jedoch nicht mit der Fundsituation
übereinstimmt.
Es wird angenommen, dass Cao Cao zu Lebzeiten verfügt hat, nur in einem unauffälligen bescheidenen Grab bestattet zu werden, um keine Grabräuber anzulocken. Sein Sohn Cao Pi habe sich jedoch nicht an diese Verfügung gehalten, sondern ein riesiges unterirdisches Grabmal mit oberirdischem Tempel errichtet. Später seien ihm jedoch Bedenken gekommen und er habe den oberirdischen Teil der Grabanlage abtragen und den Schutt wegräumen lassen, um den Wunsch seines Vaters zu respektieren. Dies würde erklären, warum nur noch der versteckte unterirdische Teil der Grabanlage vorhanden sei.
Insgesamt wurden rund 250 Artefakte gefunden, darunter Gold, Silber, Keramik, Gemälde, ein Schwert samt Scheide sowie 59 Steintafeln mit Angaben über die einzelnen Grabbeigaben.

## Literarisches Schaffen

### Dichtung
Als Dichter erlangte Cao Cao vor allem durch die Prägung des Jian’an-Stils Berühmtheit, den auch seine Söhne Cao Pi und Cao Zhi aufnahmen. Jian’an war der Äraname des Kaisers zur Zeit, als Cao Cao ihn lenkte (196–220). Der ruhige, weltmüde Duktus der Gedichte dieser Zeit ist charakteristisch für das Ende der Han-Dynastie. Sie handeln oft von der Endlichkeit und Kürze des Lebens und stellen ein Bindeglied zwischen den frühen Volksliedern und der gelehrten Dichtung dar. Eines der berühmtesten Gedichte Cao Caos ist der Achtsilber Wenn auch die Schildkröte ein langes Leben hat (龜雖壽), das er in den Herbstjahren seines Lebens verfasste.
| 神龜雖壽 猶有竟時 騰蛇乘霧 終為土灰 老驥伏櫪 志在千里 烈士暮年 壯心不已 盈縮之期 不但在天 養怡之福 可得永年 幸甚至哉 歌以咏志 | Wenn auch die Schildkröte durch Zauber lange lebt, sind ihre Tage doch gezählt. Wenn auch geflügelte Schlangen durch die Lüfte fliegen, müssen sie schließlich zu Asche werden. Ein altes Schlachtross mag im Stall stehen, dennoch will es tausend Li galoppieren. Und ein edler Mensch in hohen Jahren gibt nie die stolzen Träume auf. Des Menschen Lebenszeit, lang oder kurz, hängt nicht allein vom Himmel ab. Wer gut isst und fröhlich bleibt, kann lange leben. Darum, mit freudigem Herzen, summe ich dieses Lied. |

### Militärtheoretische Schriften
Daneben verfasste Cao Cao eine Reihe von kurzen Abhandlungen über verschiedene Themen der Kampfkunst und des Kriegshandwerks, von denen heute kaum etwas erhalten ist. Als bemerkenswert gilt sein Kommentar zu Sunzis klassischem Werk Die Kunst des Krieges.

## Nachkommenschaft
- Gemahlin: Frau Bian
  - Cao Pi (187–226)
  - Cao Zhang (189–223)
  - Cao Zhi (192–232)
  - Cao Xiong (195–220)

- Konkubinen:
  - Frau Liu
    - Cao Ang (175–197)
    - Cao Shuo 曹鑠 (178–200)

  - Frau Huan
    - Cao Chong (196–208)
    - Cao Ju 曹据
    - Cao Yu 曹宇 (197–?)

  - Frau Du
    - Cao Lin 曹林 (?–256)
    - Cao Gun 曹袞 (?–235)

  - Frau Qin
    - Cao Xuan 曹玹
    - Cao Jun 曹峻

  - Frau Yin
    - Cao Ju 曹矩

  - weitere
    - Cao Biao 曹彪
    - Cao Cheng 曹乘
    - Cao Gan 曹幹
    - Cao Hui 曹徽
    - Cao Ji 曹棘
    - Cao Jie 曹節
    - Cao Jing 曹京
    - Cao Jun 曹均
    - Cao Mao 曹茂
    - Cao Qin 曹勤
    - Cao Shang 曹上
    - Cao Zheng 曹整

## Spätere Adaption

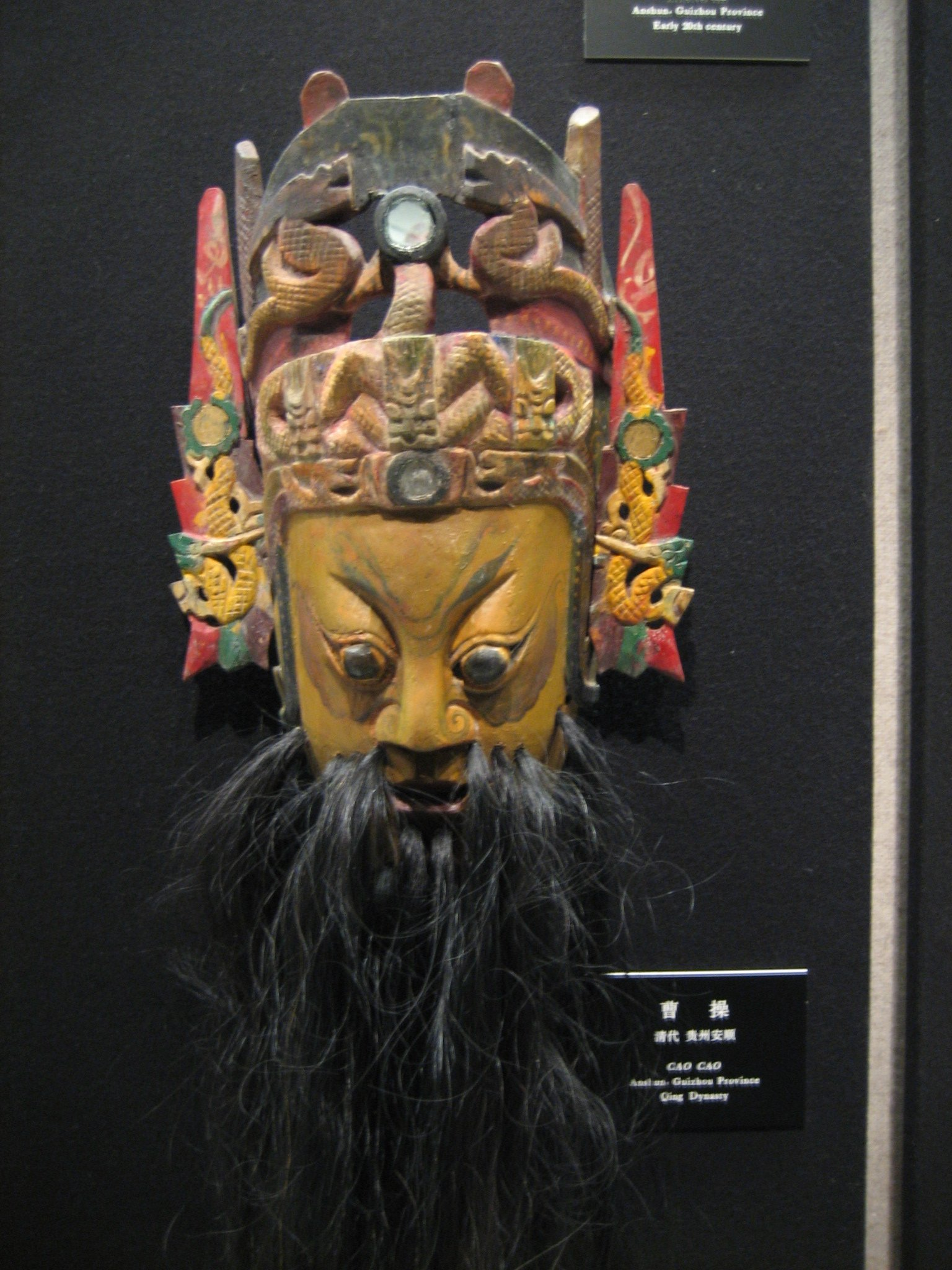
Maske Cao Caos aus Anshun, Guizhou (aus der Qing-Dynastie).

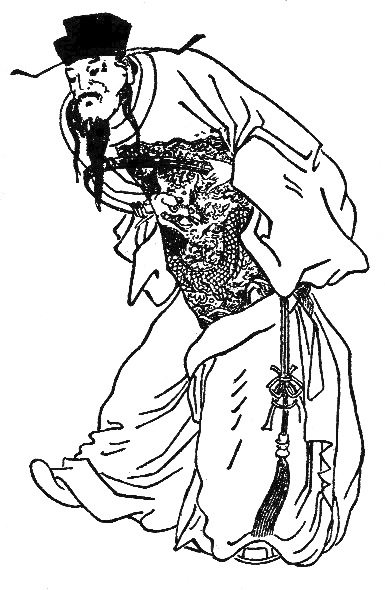
Cao Cao; Illustration einer Ausgabe der Geschichte der Drei Reiche aus der Qing-Dynastie. Die gekrümmte Haltung deutet seine Schurkenrolle an.

### Chinesische Oper
Entgegen der zwiespältigen historischen Darstellung Cao Caos wird er in der Chinesischen Oper durchweg als finstere und verschlagene Gestalt präsentiert. Die (in moderneren Stücken) weiße Theatermaske der Figur unterstreicht diesen Charakter.

### Die Geschichte der Drei Reiche
Die Geschichte der Drei Reiche ist ein Roman aus dem 14. Jahrhundert, verfasst von Luo Guanzhong. Er zählt zu den Vier klassischen Romanen der chinesischen Literatur und erfreut sich noch heute vor allem in China, Japan, Südkorea und den USA großer Beliebtheit. Zahlreiche Adaptionen als Mangas, Zeichentrickserien, Fernsehserien und Videospiele tragen dem Rechnung.
Als eine Schlüsselfigur seiner Epoche inspirierte Cao Cao die Fantasie des Verfassers außerordentlich. Schon aus seiner umstrittenen Herkunft schmiedet der Verfasser eine enge Verwandtschaft mit den Generälen Xiahou Dun und Xiahou Yuan. Als sich an seinem Hof Verschwörer gegen ihn zusammentun und ein Treffen vorbereiten, um Cao Caos Ermordung zu besprechen, erscheint zu dem Treffen auch Cao Cao. Daher kommt das chinesische Sprichwort: „Spricht man von Cao Cao, kommt Cao Cao“ (說曹操曹操就到,  shuō cáo cāo cáo cāo jiù dào). Ähnlich lautet beispielsweise auch das deutsche Sprichwort „Wenn man vom Teufel spricht, ist er nicht weit“.
Im Folgenden sollen die wichtigsten fiktiven oder dichterisch ausgeschmückten Stellen im Roman beschrieben werden.

#### Attentat auf Dong Zhuo
Am Kaiserhof weilt er auch nach Kaiser Lings Tod und Dong Zhuos Einzug. Auf Bitten des Ministers Wang Yun nimmt Cao Cao das Schwert der Sieben Gemmen (七星劍) an, um Dong Zhuo zu ermorden. Am nächsten Tag beschwert er sich bei Dong Zhuos Leibwächter und Ziehsohn Lü Bu über sein langsames Pferd und lässt sich ein schnelleres heraussuchen. Unterdessen begibt er sich in den Thronsaal und wird von Dong Zhuo ahnungslos empfangen. Als der Verdacht schöpft und auch Lü Bu erscheint, muss Cao Cao seinen Plan aufgeben und kniet nieder, um Dong Zhuo das Schwert zu schenken. Dann macht er sich unter dem Vorwand, sein neues Pferd ausreiten zu wollen, aus dem Staube.

#### Blutbad im Haus seines Freundes
Er macht sich in sein Heimatland auf und sucht bei einem alten Freund Unterschlupf. Dort hört er im Nebenzimmer zwei Diener über ein Schlachten sprechen und meint, der Freund habe ihn verraten und wolle ihn ermorden. Cao Cao richtet ein Blutbad im Haus seines Gastgebers an und erfährt erst hinterher, dass das Schlachten eines Schweins gemeint war.
Aus Furcht vor Entdeckung flieht Cao Cao, trifft aber auf seinen Gastgeber. Als er von ihm nach dem Grund seiner eiligen Abreise gefragt wird, gibt er vor, verfolgt zu werden. Als der Gastgeber nach Hause gehen will, erschlägt ihn Cao Cao und erklärt dessen erschüttertem Gefolge: Wenn der Freund nach Hause zurückgekehrt und das Blutbad gesehen hätte, wäre er sofort auf die Wache gelaufen und hätte Cao Cao angezeigt. Dann hebt er sein Schwert und spricht den berühmten Satz: „Besser ich vergehe mich an der Welt, als dass sich die Welt an mir vergeht“ (寧教我負天下人，休教天下人負我,  Ningjiao wo fu tianxia ren, xiujiao tianxia ren fu wo).

#### Flucht durch die Huarong-Schlucht
Nach seiner vernichtenden Niederlage in der Schlacht von Chibi (Roter Felsen) schart Cao Cao die verbliebenen Soldaten um sich und flieht in Richtung Jiangling, wobei er die Huarong-Schlucht als Abkürzung nimmt. Dabei ignoriert er den Rauch, der aus dem schmalen Gang aufsteigt, als einen Trick des Feindes, um ihn vom rechten Weg abzubringen. Genau das aber hatte Zhuge Liang, der Cao Caos Denkart vorausahnte, mit der Falle beabsichtigt.
In der Schlucht wartet der feindliche General Guan Yu mit 500 Soldaten. Als Cao Cao von ihm bedrängt und umzingelt wird, bittet er um Milde angesichts der Dienste, die er Guan Yu einst erwiesen habe. Guan Yu lässt Cao Cao daraufhin abziehen und begeht damit Wortbruch an seinem Schwurbruder Liu Bei. Der vergibt ihm jedoch auf Zhuge Liangs Betreiben hin.

#### Cao Caos Tod
Cao Caos Todesursache ist in historischen Quellen nicht genau angegeben, soll jedoch eine Art Krankheit gewesen sein. Das bot Anlass zu den unterschiedlichsten Nachdichtungen, von denen Luo Guanzhongs als einzige den berühmten Arzt Hua Tuo (um 145–208) hinzuzieht.
Cao Cao klagt kurz vor seinem Tod über rasende Kopfschmerzen. Seine Diener empfehlen ihm den Arzt Hua Tuo, der Cao Caos Krankheit als Form von Schädelrheumatismus diagnostiziert. Er verabreicht ihm Haschisch als Beruhigungsmittel und öffnet den Schädel des Patienten mit einem scharfen Beil, um den Eiter zu entfernen. Allerdings ist Cao Cao durch viele Attentate über die Maßen misstrauisch und ist zudem schon einmal von einem verräterischen Arzt beinahe ermordet worden. Sobald er die Klinge an seiner Kopfhaut spürt, lässt er Hua Tuo ins Gefängnis werfen, wo der Arzt einige Tage später stirbt. Cao Cao selbst stirbt bald darauf an der Krankheit, von der Hua Tuo ihn hatte heilen wollen.

### Film und Fernsehen
Nach dem Vorbild der Geschichte der Drei Reiche wurde von 1971 bis 1986 eine Manga-Reihe mit dem Titel Yokoyama Mitsuteru Sanguokushi veröffentlicht, die 1991–1992 auch als Anime erschien. Der Sprecher Daiki Nakamura verlieh darin Cao Cao die Stimme. Seit den 80er Jahren wurden auch zahlreiche Videospiele produziert, die sich mit der Zeit der Drei Reiche und Cao Caos Aufstieg befassen und die meist im Action- oder Strategiegenre angesiedelt sind.
Es gab auch eine Realverfilmung des Romans, die von China Central Television 1995 als Serie in 84 Folgen produziert wurde. Sie reichte vom Schwur im Feigengarten (184 n. Chr.) bis zur Reichseinigung durch Jin (280). Die Rolle des Cao Cao, der als verschlagener Warlord auftritt, wurde von Bao Guo'an gespielt. In Chen Kaiges Kurzfilm Lü Bu und Diao Chan wird Cao Cao von Shao Feng dargestellt.
Ein chinesischer Film mit dem Titel Red Cliff (赤壁) vom Regisseur John Woo, der 2008/2009 in zwei Teilen erschien, hat eine entscheidende Stelle in Cao Caos Karriere zum Thema. Der Stratege wird von Zhang Fengyi (* 1956) dargestellt, obwohl für die Rolle zunächst Ken Watanabe vorgesehen war. Anders als in bisherigen Adaptionen war ein differenzierteres Bild von Cao Cao beabsichtigt als in früheren Adaptionen.
In einem Remake der Fernsehserie von 1995, die 2010 in 95 Folgen ausgestrahlt wurde, wird Cao Cao von Chen Jianbin gespielt.

### Computerspiele
- Die Epoche vom Niedergang der Han bis zur Entstehung der drei Reiche wird im PC-Strategiespiel Total War: Three Kingdoms thematisiert, wobei Cao Cao einer der spielbaren Fraktionsanführer ist.
- In dem Mobile-Game Rise of Kingdoms ist er ein freischaltbarer Kommandant.

### Chinesisches Sprichwort
Cao Cao gilt in China als grausam und verschlagen. Das Sprichwort: „Wenn man von Cao Cao spricht, dann kommt Cao Cao.“ hat in China dieselbe Bedeutung wie: „Wenn man vom Teufel spricht, dann kommt er auch.“